# Karasjoks gamla kyrka
Karasjoks gamla kyrka är en korskyrka från 1807 i Karasjok i Finnmark.
Kyrkan ritades av Daniel Stroch och är den äldsta bevarade träkyrkan i Finnmark, och var en av de få träbyggnader som stod kvar efter det att stora delar av Finnmark systematiskt hade bränts ned av retirerande tyska trupper under andra världskrigets slutskede. Efter minolyckan i Karasjok i andra världskrigets absoluta slutskede i slutet av april 1944 användes kyrkan av det skälet som operationssal av de skadade vid en intensiv operationssejour av i fallskärm nedhoppade läkare och en operationsskuksköterska.
Kyrkan, vilken rymmer 140 sittande besökare, har ersatts av den större Karasjoks kyrka.